# Différentielle de Kähler
En mathématiques, les différentielles de Kähler fournissent un analogue des formes différentielles aux anneaux et schémas commutatifs arbitraires. La notion a été introduite par Erich Kähler dans les années 1930. Elle fut ensuite adoptée en algèbre commutative et en géométrie algébrique, une fois qu'il fallut d'adapter les méthodes du calcul différentiel et de la géométrie complexe aux contextes où de telles méthodes n'existaient pas.

## Définition
Soient R et S des anneaux commutatifs et φ : R → S  un morphisme en anneau. Un cas fréquent est R un corps et S une algèbre sur R (comme l'anneau de coordonnées d'une variété affine). Les différentielles de Kähler formalisent le fait que les dérivées de polynômes sont à nouveau des polynômiales. En ce sens, la différenciation est une notion qui peut s’exprimer en termes purement algébriques. On peut définir ces différentielles de manières différentes mais équivalentes.
{\displaystyle \Omega _{S/R}=I/I^{2},}

### À l'aide de dérivation
Une dérivation R-linéaire sur S est un morphisme de R-modules {\displaystyle d:S\to M} satisfaisant la règle de Leibniz {\displaystyle d(fg)=f\,dg+g\,df} (il résulte de cette définition que l'image de R est dans le noyau de d). Le module des différentielles de Kähler de {\displaystyle S} relativement à R est le S-module  {\displaystyle \Omega _{S/R}} pour lequel il existe une dérivation universelle {\displaystyle d:S\to \Omega _{S/R}} et satisfait la propriété universelle suivante : pour tout S-module M, on a un isomorphisme de S-modules
{\displaystyle \operatorname {Hom} _{S}(\Omega _{S/R},M){\xrightarrow {\cong }}\operatorname {Der} _{R}(S,M).}
On décrit ΩS/R et d en prenant un S-module libre généré par les symboles ds pour chaque s dans S, et en imposant les relations
- dr = 0,
- d(s + t) = ds + dt,
- d(st) = s dt + t ds,

pour tout r dans R et tous s et t dans S. La dérivation universelle envoie s sur ds. Les relations impliquent que la dérivation universelle est un morphisme de R-modules.

### À l'aide de l’idéal d’augmentation
On peut voir les différentielles de Kähler différemment. Soit I  l'idéal du produit tensoriel {\displaystyle S\otimes _{R}S} défini comme le noyau du morphisme
{\displaystyle {\begin{cases}S\otimes _{R}S\to S\\\sum s_{i}\otimes t_{i}\mapsto \sum s_{i}\cdot t_{i}\end{cases}}}
Alors le module des différentielles de Kähler peut être défini de manière équivalente par
et la dérivation universelle est le morphisme d défini par
{\displaystyle ds=1\otimes s-s\otimes 1.}
Cette construction est équivalente à la précédente car I s'identifie au noyau de la projection
{\displaystyle {\begin{cases}S\otimes _{R}S\to S\otimes _{R}R\\\sum s_{i}\otimes t_{i}\mapsto \sum s_{i}\cdot t_{i}\otimes 1\end{cases}}}
Ainsi :
{\displaystyle S\otimes _{R}S\equiv I\oplus S\otimes _{R}R.}
Et {\displaystyle S\otimes _{R}S/S\otimes _{R}R} peut être identifié à I par l'application induite
{\displaystyle \sum s_{i}\otimes t_{i}\mapsto \sum s_{i}\otimes t_{i}-\sum s_{i}\cdot t_{i}\otimes 1.}
Ceci identifie I avec le S-module généré par les générateurs formels ds pour s dans S, à condition que d soit un morphisme de R-modules qui est nul sur R. Prendre le quotient par I2 impose la règle de Leibniz.

## Propriétés et exemples
Pour tout anneau commutatif R, le module des différentielles de Kähler de l'anneau polynomial {\displaystyle S=R[t_{1},\dots ,t_{n}]} est un S -module libre de rang n généré par les différentielles des variables :
{\displaystyle \Omega _{R[t_{1},\dots ,t_{n}]/R}^{1}=\bigoplus _{i=1}^{n}R[t_{1},\dots t_{n}]\,dt_{i}.}
Les différentielles de Kähler sont compatibles à l'extension des scalaires, dans le sens où pour une R-algèbre R′ et {\displaystyle S'=R'\otimes _{R}S}, il existe un isomorphisme
{\displaystyle \Omega _{S/R}\otimes _{S}S'\cong \Omega _{S'/R'}.}
Par conséquent, les différentielles de Kähler sont compatibles à la localisation : si W est un ensemble multiplicatif de S, alors il existe un isomorphisme
{\displaystyle W^{-1}\Omega _{S/R}\cong \Omega _{W^{-1}S/R}.}
Étant donné deux homomorphismes d'anneaux {\displaystyle R\to S\to T}, il existe une suite exacte courte de T-modules
{\displaystyle \Omega _{S/R}\otimes _{S}T\to \Omega _{T/R}\to \Omega _{T/S}\to 0.}
Si {\displaystyle T=S/I} avec I un idéal, le terme {\displaystyle \Omega _{T/S}} s'annule et la suite peut être prolongée à gauche comme suit :
{\displaystyle I/I^{2}{\xrightarrow {[f]\mapsto df\otimes 1}}\Omega _{S/R}\otimes _{S}T\to \Omega _{T/R}\to 0.}
Une généralisation de ces suites exactes est fournie par le complexe cotangent.
Cette dernière suite et le calcul ci-dessus dans le cas d'un anneau polynomial permettent le calcul des différentielles de Kähler des R-algèbres de type fini {\displaystyle T=R[t_{1},\ldots ,t_{n}]/(f_{1},\ldots ,f_{m})}. Par exemple, pour un polynôme en un variable,
{\displaystyle \Omega _{(R[t]/(f))/R}\cong (R[t]\,dt\otimes R[t]/(f))/(df)\cong R[t]/(f,df/dt)\,dt.}

## Différentielles de Kähler de schémas
Les différentielles de Kähler étant compatibles à la localisation, elles peuvent être construites sur un schéma affine via l'une ou l'autre des deux définitions ci-dessus, et sur un schéma par recollement. Cependant, la deuxième définition a une interprétation géométrique plus claire. Dans cette interprétation, I représente l'idéal définissant la diagonale dans le produit fibré de Spec(S) avec lui-même sur Spec(S) → Spec(R). De plus, elle s’étend à un morphisme général des schémas {\displaystyle f:X\to Y} en définissant {\displaystyle {\mathcal {I}}} l'idéal diagonal dans le produit fibré {\displaystyle X\times _{Y}X}. Le faisceau cotangent {\displaystyle \Omega _{X/Y}={\mathcal {I}}/{\mathcal {I}}^{2}}, muni de la dérivation {\displaystyle d:{\mathcal {O}}_{X}\to \Omega _{X/Y}} défini de manière analogue, est vérifie la propriété universelle sur les {\displaystyle f^{-1}{\mathcal {O}}_{Y}}-dérivations linéaires de {\displaystyle {\mathcal {O}}_{X}}-modules. Si U  est un ouvert affine de X dont l'image dans Y est contenue dans un ouvert affine V, alors le faisceau cotangent se restreint à un faisceau sur U qui est également universel. Il s'agit donc du faisceau associé au module de différentiels de Kähler pour les anneaux sous-jacents à U et V.
Les suites exactes courtes se généralisent aux morphismes de schémas. Soient {\displaystyle f:X\to Y} et {\displaystyle g:Y\to Z} deux morphismes de schémas, on a la suite exacte de faisceaux sur {\displaystyle X}
{\displaystyle f^{*}\Omega _{Y/Z}\to \Omega _{X/Z}\to \Omega _{X/Y}\to 0}
Si {\displaystyle X\subset Y} est un sous-schéma fermé donné par le faisceau d'idéaux {\displaystyle {\mathcal {I}}}, alors {\displaystyle \Omega _{X/Y}=0} et on a la suite exacte :
{\displaystyle {\mathcal {I}}/{\mathcal {I}}^{2}\to \Omega _{Y/Z}|_{X}\to \Omega _{X/Z}\to 0}
Le complexe de Rham – Witt est, en termes très grossiers, une amélioration du complexe de Rham pour l'anneau des vecteurs de Witt.